# Tim Vigil
Tim Vigil (1958) è un fumettista statunitense.
È un disegnatore di fumetti molto conosciuto nell'underground horror per adulti. La miniserie Faust: Love of the Damned da lui disegnata su testi dello sceneggiatore David Quinn, tuttora in fase di sviluppo, è stata trasposta in film dal regista cult horror Brian Yuzna.
Il libro illustrato Book of M, che segue eventi e personaggi paralleli al fumetto Faust: Love of the Damned ha avuto una nomination per il prestigioso Bram Stoker Award nel 1999 come miglior volume illustrato.
È famoso per il suo utilizzo del bianco e nero e per disegnare scene splatter estremamente realistiche.
Altri fumetti da lui realizzati sono alcuni episodi di Badger (solo matite), la mini-serie Zero Tolerance (su testi di David Barbour, inchiostrato da Tim Tyler), Chain Gang (in collaborazione col fratello Joe Vigil, su testi dello scrittore Rex Miller), Gunfighters in Hell (chine su matite del fratello Joe), Cuda (sfondi del fratello Joe e chine di Tim Tyler), Webwitch (testi e matite, con chine di Jeff Austin), Ravage (scritto ed inchiostrato da Tim Tyler), Calavera (su testi di Enrico Teodorani, con toni di grigio del fratello Joe) e altri ancora.